# Demokratski HSS
Demokratski HSS (DHSS) je agrarna politička stranka u Hrvatskoj .
Stranku su 30. siječnja 2021. osnovali bivši članovi Hrvatske seljačke stranke (HSS). Prvi predsjednik stranke bio je Mateo Ivanac, a prvi potpredsjednik Boro Bašljan.